# The Lost Missile
The Lost Missile este un film SF american din 1958 regizat de Lester Wm. Berke. În rolurile principale joacă actorii tânărul Robert Loggia, Ellen Parker și Philip Pine.
Inițial filmul era programat să fie regizat de William A. Berke, care în cele din urmă a fost și producătorul executiv al filmului. Scenariul este scris de John McPartland împreună cu longevivul scriitor de science-fiction Jerome Bixby. Când William Berke a murit brusc în timpul filmărilor, fiul său Lester Wm. Berke (cel care a venit cu povestea originală) a devenit regizor. 
Este un film cu buget redus bazat foarte mult pe materiale filmate cu exerciții ale apărării civile și ale forțelor militare, purtând în epoca Războiului Rece un mesaj despre importanța muncii depuse de către militari și de către oamenii de știință în protejarea națiunii împotriva amenințărilor externe. 
Conceptul de armă apocaliptică - rachetă de croazieră atomică (the atomic-powered cruise missile doomsday weapon) este similar cu cel folosit de US Air Force în proiectul Pluto din 1957.

## Prezentare
Apariția unui obiect necunoscut asemănător unei rachete aflat în spațiul cosmic apropiat face ca o națiune europeană (nespecificată, dar implicit una dintre țările din spatele Cortinei de Fier) să lanseze o rachetă. Deși racheta interceptează obiectul neidentificat, explozia nu face decât să devieze obiectul necunoscut pe o orbită în jurul Pământului. Aflat la cinci mile deasupra Pământului, trecerea sa provoacă distrugeri pe scară largă a ținuturilor de dedesubt.
Între timp, la Laboratorul Atomic Havenbrook, aflat într-o suburbie din New York, Dr. David Loring și asistenta sa, Joan Woods, se pregătesc pentru nunta lor, care e programată mai târziu în acea zi. Deși amândoi sunt îndrăgostiți unul de celălalt, David este adânc cufundat în munca sa la un focos de hidrogen pentru noua rachetă "Jove", atât de mult încât nunta a mai fost odată amânată. Părăsind lucrul pentru a merge să cumpere verighete, David devine nervos, Joan îl acuză că munca sa e mai importantă decât relația lor, astfel încât ea anulează căsătoria.

## Actori
- Robert Loggia este Dr. David Loring
- Ellen Parker este Joan Woods
- Phillip Pine este Dr. Joe Freed
- Larry Kerr este General Barr
- Marilee Earle este Ella Freed
- Lawrence Dobkin ca narator (voce)